# Ministero della marina
Il Ministero della marina, noto nel suo ultimo anno come Ministero della marina militare, è stato un dicastero del Regno d'Italia, e successivamente della Repubblica Italiana, responsabile della gestione della marina militare italiana, la Regia Marina, poi diventata Marina Militare. Fu accorpato nel 1947 al neonato Ministero della difesa insieme al Ministero della guerra e al Ministero dell'aeronautica.
L'ultimo ministro in carica è stato Giuseppe Micheli.

## Storia
Nel regno di Sardegna i servizi relativi all'esercito e alla marina dipendevano da un unico "ministero di guerra e marina", fino a quando l'11 ottobre 1850 con il Governo d'Azeglio I furono distaccati e le funzioni sulla marina attribuiti al Ministero di agricoltura e commercio. Con il regolamento per l'ordinamento dell'amministrazione centrale dello Stato, approvato con r.d. 23 ottobre 1853 fu costituito il  Ministero della marina del Regno di Sardegna.

### Nel regno d'Italia
Con l'unificazione del 1861 nel IV governo Cavour del Regno d'Italia fu introdotta la divisione della gestione della componente militare in Ministero della guerra e Ministero della marina. Il primo ministro fu Luigi Federico Menabrea, mentre il primo a provenire dai ranghi della Regia Marina fu l'ammiraglio Carlo Pellion di Persano.
Alle sue dipendenze fino al 1916 vi era anche la Direzione Generale della Marina Mercantile.
Durante il regime fascista ne fu ministro ad interim lo stesso Benito Mussolini dall'8 maggio 1925 al 12 settembre 1929 e dal 6 novembre 1933 al 25 luglio 1943, cui successe fino al luglio 1946 l'ammiraglio Raffaele de Courten. 

### Nella Repubblica
I servizi della marina mercantile furono definitivamente staccati dal ministero della marina il 13 luglio 1946, quando fu istituito il ministero della Marina mercantile e il ministero ridenominato ministero della Marina militare.
Ultimo ministro della marina fu il senatore Giuseppe Micheli (1946/1947) nel Governo De Gasperi II.
Infatti, con decreto del capo provvisorio dello Stato 4 febbraio 1947, n. 17, dal 14 febbraio 1947, col governo De Gasperi III il Ministero della guerra, quello della Marina e quello  dell'Aeronautica, furono soppressi e le loro competenze unificate nel ministero della Difesa.

## Organizzazione

### 1876
Organizzazione prevista dal r.d. 31 dic. 1876, n. 3624:
- segretariato generale 
  - gabinetto del ministro
  - divisioni del personale e servizio militare
- direzione generale del materiale;
- direzione generale della marina mercantile
- ufficio centrale di sanità militare marittima

### 1914
Organizzazione con r.d. 28 giu. 1914, n. 860:
- gabinetto del ministro;
- segretariato generale del ministero
- sei direzioni generali: ufficiali e servizio militare e scientifico, corpo equipaggi, costruzioni navali, artiglieria e armamenti, servizi amministrativi, marina mercantile;
- sette ispettorati: esercizio e economia delle macchine; sanitario militare marittimo; commissariato militare marittimo; genio militare per i lavori della marina, fari e segnalamento marittimo; servizi marittimi; capitanerie di porto; servizio dei personali civili e degli affari generali.

### 1923
Il r.d. 10 set. 1923, n. 2052, così riorganizzò l'amministrazione centrale della marina:
- gabinetto del ministro (con aggregato l'ufficio leggi e decreti)
- ufficio per l'istruzione nautica;
- quattro direzioni generali: personale e servizi militari, personali civili e affari generali, artiglieria e armamenti, costruzioni navali;
- quattro direzioni centrali: esercizio ed economia delle macchine, sanità militare marittima, commissariato militare marittimo, genio militare per i lavori della marina.

### 1936
Con il r.d. 16 apr. 1936, n. 773:
- gabinetto del ministro;
- segreteria particolare del sottosegretario di Stato;
- ufficio leggi e decreti alle dipendenze del ministro;
- otto direzioni generali: personale e servizi militari, costruzioni navali e meccaniche, armi e armamenti navali, personali civili e affari generali; sanità militare marittima, commissariato militare marittimo, genio militare per i lavori della marina, servizi amministrativi

### 1944
Organizzazione prevista con D.lgt. 28 set. 1944, n. 342:
- gabinetto del ministro
- segretariato generale del ministero
- nove direzioni generali
  - ufficiali e servizi militari e scientifici,
  - corpo equipaggi marittimi,
  - costruzioni navali e meccaniche,
  - armi e armamenti navali,
  - personale civile e affari generali;
  - sanità militare marittima,
  - commissariato militare marittimo,
  - genio militare per i lavori della marina,
  - servizi amministrativi